# カムチュベク・タシーエフ
カムチュベク・タシーエフ（キルギス語: Камчыбек Ташиев、カムチベク・タシーエフとも、1968年 -生まれました ）は、キルギスの政治家。アタ・ジュルト党党首。

## 経歴
2005年から2010年まで同国大統領であったクルマンベク・バキエフに近く、バキエフ政権では非常事態相を務めた。2010年キルギス騒乱でバキエフが失脚した後は自身の基盤であるキルギス南部に依ってローザ・オトゥンバエヴァの暫定政権に抵抗。同年6月に同国南部のオシで起きたキルギス人とウズベク人の民族衝突についての捜査を妨害した。
その後は新たにアタ・ジュルト党を結成し、同年10月の国会総選挙では僅差で第一党となった。しかし翌年のキルギス大統領選挙ではキルギス社会民主党のアルマズベク・アタンバエフに敗れた。2012年には首都ビシケクで反政府デモを起こした事が当局に「暴力革命を企図した」とみなされ、逮捕されている。

## 人物
2010年の政変後にキルギス大統領の権限が大幅に削減された事に反対しており、大統領権限を復活させるべきと主張している。
元バキエフ派であったが、バキエフ自身の復権については否定し、むしろ彼の訴追を主張した。但しバキエフが持っていた諸利権はアタ・ジュルト党メンバーの中で山分けにされたともいわれる。
タシーエフ自身はキルギス南部で麻薬密輸の利権に関わり、私兵も持っているともいわれる。